# UNRIC
Das Regionale Informationszentrum der Vereinten Nationen für Westeuropa (UNRIC) mit Sitz in Brüssel ist die zentrale Informationsstelle der UNO in Westeuropa. UNRIC ist Teil des UN-Sekretariats und gehört zur UN-Hauptabteilung für globale Kommunikation. In Deutschland besteht ein UNRIC-Verbindungsbüro in Bonn.
Die Hauptaufgaben von UNRIC sind, über die Arbeit der Vereinten Nationen zu informieren, das Bewusstsein der Menschen für UNO-relevante Themen zu schärfen und den öffentlichen Dialog zu fördern. UNRIC veröffentlicht in Westeuropa Informationsmaterial, Berichte, Pressemappen und offizielle Dokumente. Die Präsenzbibliothek ist öffentlich zugänglich und beantwortet Anfragen per Telefon und E-Mail. UNO-Dokumente und -Publikationen sind in englischer, französischer und spanischer Sprache erhältlich.
Die UNRIC-Webseite kann in Dänisch, Deutsch, Englisch, Finnisch, Französisch, Griechisch, Isländisch, Italienisch, Niederländisch/Flämisch, Norwegisch, Portugiesisch, Schwedisch und Spanisch abgerufen werden. UNRIC arbeitet eng mit Regierungen, Medien, Nichtregierungsorganisationen, Bildungsinstitutionen und Behörden zusammen. Dabei ist das Informationszentrum für die Organisation von Projekten und Kampagnen im Bereich der Presse- und Öffentlichkeitsarbeit zuständig.

## Regionale Zuständigkeit
Seit dem 1. Januar 2004 ist das Regionale Informationszentrum der Vereinten Nationen in Brüssel für Belgien, Dänemark, Deutschland, Finnland, Frankreich, Griechenland, den Heiligen Stuhl, Irland, Island, Italien, Luxemburg, Malta, Monaco, die Niederlande, Norwegen, Portugal, San Marino, Schweden, Spanien, das Vereinigte Königreich und Zypern zuständig.
UNRIC arbeitet außerdem im Bereich der Presse- und Öffentlichkeitsarbeit mit den Europäischen Institutionen (u. a. OECD und EU) zusammen.

## Aufgabenfelder
UNRIC unterstützt die Arbeit des UNO-Systems und der vor Ort ansässigen UNO-Büros. Zu den Hauptaufgaben zählen die Initiierung von Informationskampagnen, die Verbreitung von Informationsmaterial sowie die Veröffentlichung von Erklärungen des Generalsekretärs und anderen UNO-Vertretern.
Außerdem ist UNRIC für die Organisation von Interviews, Pressekonferenzen und Seminaren zuständig. Ein weiteres Tätigkeitsfeld von UNRIC ist die Medienbeobachtung sowie die Zusammenarbeit mit Partnern der Zivilgesellschaft auf nationaler und regionaler Ebene.

## UNRIC-Bibliothek
Die Präsenzbibliothek enthält UNO-Dokumente und -Publikationen in den Sprachen Englisch, Französisch und Spanisch. Zusätzlich werden Hintergrundinformationen zu UNO-spezifischen Themen sowie allgemeines Informationsmaterial zur Arbeit der Vereinten Nationen angeboten. Die Bibliothek ist öffentlich zugängig.

## Kampagnen und Projekte

### Cool Planet 2009
Cool Planet 2009 ist eine europaweite Informationskampagne der Vereinten Nationen zum Klimaschutz. Sie soll in Europa Interesse am Thema Klimaschutz wecken, insbesondere im Hinblick auf die im Dezember 2009 anstehende Klimakonferenz in Kopenhagen. Die Kampagne wurde am 26. Januar 2006 von der isländischen Premierministerin Jóhanna Sigurðardóttir ins Leben gerufen. Angeregt wurde das Projekt beim Globalisierungsforum in Island von den fünf nordischen Ministerpräsidenten.
Cool Planet 2009 arbeitet mit „Cool Friends and Partners“ zusammen, wie dem Umweltschützer Yann Arthus-Bertrand, der von der isländischen Sängerin Björk gegründeten Nichtregierungsorganisation Náttúra sowie den drei Präsidentinnen der Initiative „Weg nach Kopenhagen“: Margot Wallström, Vizepräsidentin der Europäischen Kommission, Gro Harlem Brundtland, ehemalige UNO-Sondergesandte für Klimawandel und Mary Robinson, UNO-Menschenrechtskommissarin.
Die europäische Kampagne Cool Planet 2009 ist Teil der UNO-Kampagne Seal the Deal. In Zusammenarbeit mit dem belgischen Designer Jean-Paul Knott unterstützt Cool Planet 2009 die globale UNO-Initiative mit dem Konzept „Wear Seal the Deal“.

### Seal the Deal 2009
Die globale UNO-Kampagne Seal the Deal will Regierungen dazu bewegen, bei der Klimakonferenz in Kopenhagen ein Abkommen zu erreichen. Vom 7. bis 18. Dezember 2009 soll in der dänischen Hauptstadt über ein Nachfolgeabkommen des Kyotoprotokolls verhandelt werden. Die Kampagne wurde am Weltumwelttag, dem 5. Juni, ins Leben gerufen.
Die Seal the Deal-Kampagne soll die Aufmerksamkeit der Öffentlichkeit verstärkt auf den Klimawandel lenken. Ziel ist es, die Regierungen durch den weltweit erzeugten öffentlichen Druck zum Abschluss eines neuen Klimaschutzabkommens zu bewegen. Die Stimme der Öffentlichkeit wird mit einer Online-Petition dokumentiert, die den Politikern vorgelegt wird. Die Petition fordert den Abschluss eines Klimaabkommens in Kopenhagen.

### Human Rights Education
Die UNRIC-Kampagne Human Rights Education wurde 2009 anlässlich des Internationales Jahr des Menschenrechtslernens ins Leben gerufen. Die Webseite der Online-Kampagne ist ein Austauschplatz für Ideen von Schülern und Lehrern. Sie haben Zugang zu Informationsmaterial, können Erfahrungen austauschen und erhalten Informationen, zum Beispiel zu Ansprechpartnern und Links.

### Cartooning for Peace
Das Konzept der Kampagne Cartooning for Peace wurde von dem französischen Karikaturisten Plantu entworfen. Am 16. Oktober 2006 wurde die Aktion am Hauptsitz der UNO in New York ins Leben gerufen. Zwölf politischen Karikaturisten nahmen an der zweitägigen Konferenz teil, um den Kampf gegen Intoleranz aufzunehmen. Begleitet wurde das Eröffnungsprogramm von einer Ausstellung.

### Entwicklungspolitisches Forum
Das entwicklungspolitische Forum (DPF) ist ein Zusammenschluss zwischen dem Brüsseler Think Tank „Friends of Europe“, der Weltbank, den Vereinten Nationen, der Agence Française de Développement (AFD), der britischen Abteilung für Internationale Entwicklung (DFID) und der Deutschen Gesellschaft für technische Zusammenarbeit (GTZ). Das Forum wird außerdem von der Friedrich-Ebert-Stiftung (FES), dem Internationalen Währungsfonds (IMF) und einer Kooperation mit der Generaldirektion der Europäischen Kommission für Entwicklung und Beziehungen zu den AKP-Staaten unterstützt. Das Ziel der Zusammenarbeit ist es, durch Debatten und Analysen systematisch auf anstehende Herausforderungen der Entwicklungspolitik zu reagieren.
Zu den Zielen des DPF zählen außerdem:
- Das Interesse der Öffentlichkeit an entwicklungspolitischen Themen zu steigern.
- Gespräche zu aktuellen politischen, wirtschaftlichen und sozialen Themen zu fördern.
- Politische Entscheidungsträger, Mitglieder nationaler, internationaler und europäischer Entwicklungsinstitutionen, Journalisten und Personen der Wirtschaft zusammenzuführen, um Entwicklungsfragen zu diskutieren.

## UNRIC-Magazin
Das UNRIC-Magazin veröffentlicht Veranstaltungen und Aktivitäten der Vereinten Nationen in Westeuropa. Außerdem werden darin Kommentare und Artikel leitender UNO-Vertreter, das Interview des Monats, Hintergrundinformationen zu aktuellen UNO-Initiativen, Artikel von UNRIC-Mitarbeitern, Termine und Berichte veröffentlicht. Das Magazin erscheint monatlich.